# Das Siegel Gottes (Film)
Das Siegel Gottes (Alternativtitel: Schuld und Sühne) ist ein österreichischer Heimatfilm aus dem Jahre 1949 und basiert auf Motiven aus der gleichnamigen Novelle von Peter Rosegger.

## Handlung
Der Film ist einer der ersten der Nachkriegszeit, der das Beichtgeheimnis zum inhaltlichen Thema hat. Der Zisterzienserpater Clemens, Pfarrer in einer Gemeinde auf dem Lande, wird in der Beichte mit einem Verbrechen konfrontiert. Vor seinem Sterben erleichtert Haberer, ehemaliger Jagdaufseher beim Gutsbesitzer Stefan von Mansfeld, gegenüber dem Geistlichen sein Gewissen: Jahre zuvor hatte Haberer durch einen vor Gericht geleisteten Meineid wesentlich dazu beigetragen, dass Michael Lambach, Verwalter beim wohlhabenden nachbarlichen Grundbesitzer Passegger, wegen vermeintlicher Brandstiftung in einem Wald für mehrere Jahre unschuldig ins Gefängnis kam. Mansfeld hatte Haberer für die Ablegung des Meineids bezahlt. Michael war Mansfelds Konkurrent in der Gunst um Andrea Passegger, die Tochter des Nachbarn. Seiner konnte sich Mansfeld durch die zu Unrecht erfolgte gerichtliche Verurteilung auf unrühmliche Weise entledigen. Andrea liebt Michael, schrieb ihm auch zahlreiche Briefe ins Gefängnis und hatte wenig Interesse an Stefan, obwohl dieser sie zu einer Ehe drängte. Gerade als sie sich widerwillig doch auf diese Ehe einlassen möchte, erfährt Pater Clemens durch Haberers reumütiges Geständnis von Michaels Unschuld. Aufgrund des Beichtgeheimnisses, dem „Siegel Gottes“, ist er aber mit der Verpflichtung konfrontiert, schweigen zu müssen. Dieser Verpflichtung bleibt er treu. Es gelingt ihm jedoch, Stefan von Mansfeld ins Gewissen zu reden, sodass dieser den noch immer inhaftierten Michael im Gefängnis aufsucht und ihm die Wahrheit gesteht. Auf diese Weise finden Andrea und der auf freien Fuß gesetzte Michael schließlich zueinander.

## Produktionshintergrund
Die Handlung des Films bedient sich Motiven der Novelle Das Siegel Gottes von Peter Rosegger. Schon im Vorfeld der Produktion kam es zu Unstimmigkeiten zwischen den Erben Roseggers und den Verantwortlichen der Produktionsfirma. Die Erben befürchteten eine zu große Verfälschung der Dichtung Roseggers und legten Einspruch gegen das vorgelegte Drehbuch ein. Erst als klar wurde, dass der Film nur auf Motiven der Novelle beruht, gaben diese die Zustimmung zur Produktion.
Der Film entstand im Atelier Wien-Schönbrunn mit Außenaufnahmen aus der Steiermark und Kärnten, insbesondere aus dem Raum Sankt Veit an der Glan. Die klösterliche Ein- bzw. Ausstiegsszene spielt im Kreuzgang von Stift Heiligenkreuz, Niederösterreich.
Der Film dürfte in Würdigung der steirischen Dreharbeiten am 25. Dezember 1948 eine Vorab-Premiere in den Zentral-Lichtspielen, Leoben, erfahren haben. Offizielles Wiener Premierendatum war der 8. Februar 1949.

## Auszeichnungen
Das Land Nordrhein-Westfalen verlieh dem Film die Bezeichnung künstlerisch hochstehend.